# 高見順賞
高見順賞（たかみじゅんしょう）は、毎年優れた詩人に贈られる文学賞である。高見順文学振興会が主催する。毎年12月1日から翌年11月30日までに刊行された作品を対象とし、1月に決定発表される。選考委員は天沢退二郎、高橋睦郎、小池昌代、伊藤比呂美、松浦寿輝（2018年度）。全50回で終了。

## 受賞作

### 第1回から第10回
- 第1回（1971年）
  - 三木卓 『わがキディ・ランド』 （思潮社）
  - 吉増剛造 『黄金詩篇』 （思潮社）
- 第2回（1972年） 
  - 粕谷栄市 『世界の構造』 （詩学社）
- 第3回（1973年） 
  - 中江俊夫 『語彙集』 （思潮社）
- 第4回（1974年） 
  - 吉原幸子 『オンディーヌ』 （思潮社）、『昼顔』 （サンリオ出版）
- 第5回（1975年） 
  - 飯島耕一 『ゴヤのファースト・ネームは』 （青土社）
- 第6回（1976年） 
  - 谷川俊太郎 『定義』、『夜中に台所でぼくはきみに話しかけたかった』（辞退）
- 第7回（1977年） 
  - 吉岡実 『サフラン摘み』 （青土社）
- 第8回（1978年） 
  - 粒来哲蔵 『望楼』 （花神社）
- 第9回（1979年） 
  - 長谷川龍生 『詩的生活』（思潮社）
- 第10回（1980年） 
  - 渋沢孝輔 『廻廊』 （思潮社）

### 第11回から第20回
- 第11回（1981年） 
  - 安藤元雄 『水の中の歳月』 （思潮社）
- 第12回（1982年）
  - 鷲巣繁男 『行為の歌』 （小沢書店）
- 第13回（1983年） 
  - 入沢康夫 『死者たちの群がる風景』 （河出書房新社）
- 第14回（1984年） 
  - 三好豊一郎 『夏の淵』 （小沢書店）
- 第15回（1985年） 
  - 天沢退二郎 『〈地獄〉にて』 （思潮社）
- 第16回（1986年） 
  - 新藤凉子 『薔薇ふみ』 （思潮社）
  - 岡田隆彦 『時に岸なし』 （思潮社）
- 第17回（1987年） 
  - 川崎洋 『ビスケットの空カン』 （花神社）
- 第18回（1988年） 
  - 高橋睦郎 『兎の庭』 （書肆山田）
  - 松浦寿輝 『冬の本』 （青土社）
- 第19回（1989年） 
  - 阿部岩夫 『ベーゲェット氏』 （思潮社）
  - 高柳誠 『都市の肖像』 （書肆山田）
- 第20回（1990年） 
  - 岩成達也 『フレベヴリィ・ヒツポポウタムスの唄』 （思潮社）

### 第21回から第30回
- 第21回（1991年） 
  - 小長谷清実 『脱けがら狩り』 （思潮社）
  - 辻征夫 『ヴェルレーヌの余白に』 （思潮社）
- 第22回（1992年） 
  - 佐々木幹郎 『蜂蜜採り』 （書肆山田）
- 第23回（1993年）
  - 辻井喬 『群青、わが黙示』 （思潮社）
  - 新井豊美 『夜のくだもの』 （思潮社）
- 第24回（1994年） 
  - 吉田加南子 『定本－闇』 （思潮社）
- 第25回（1995年） 
  - 井坂洋子 『地上がまんべんなく明るんで』 （思潮社）
- 第26回（1996年） 
  - 瀬尾育生 『DEEP PURPLE』 （思潮社）
- 第27回（1997年） 
  - 白石かずこ 『現れるものたちをして』 （書肆山田）
- 第28回（1998年） 
  - 荒川洋治 『渡世』 （筑摩書房）
- 第29回（1999年） 
  - 塔和子 『記憶の川で』 （編集工房ノア）
- 第30回（2000年） 
  - 小池昌代 『もっとも官能的な部屋』 （書肆山田）
  - 野村喜和夫 『風の配分』 （水声社）

### 第31回から第40回
- 第31回（2001年） 
  - 田口犬男 『モー将軍』 （思潮社）
- 第32回（2002年） 
  - 鈴木志郎康 『胡桃ポインタ』 （書肆山田）
  - 阿部日奈子 『海曜日の女たち』 （書肆山田）
- 第33回（2003年） 
  - 藤井貞和 『ことばのつえ、ことばのつえ』 （思潮社）
- 第34回（2004年）
  - 中上哲夫 『エルヴィスが死んだ日の夜』 （書肆山田）
- 第35回（2005年）
  - 相澤啓三 『マンゴー幻想』 （書肆山田）
  - 建畠晢 『零度の犬』 （書肆山田）
- 第36回（2006年）
  - 伊藤比呂美 『河原荒草』 （思潮社）
- 第37回（2007年）
  - 岬多可子 『桜病院周辺』 （書肆山田）
- 第38回（2008年）
  - 北川透 『溶ける、目覚まし時計』 （思潮社）
  - 稲川方人 『聖－歌章』 （思潮社）
- 第39回（2009年）
  - 高貝弘也 『子葉声韻』 （思潮社）
- 第40回（2010年）
  - 岡井隆 『注解する者』 （思潮社）
  - 岸田将幸『〈孤絶―角〉』（思潮社）

### 第41回から第50回
- 第41回（2011年）
  - 金時鐘『失くした季節』（藤原書店）
- 第42回（2012年）
  - 辺見庸『眼の海』（毎日新聞社）
- 第43回（2013年）
  - 川上未映子『水瓶』（青土社）
- 第44回（2014年）
  - 吉田文憲『生誕』（思潮社）
- 第45回（2015年）
  - 杉本真維子『裾花』（思潮社）
- 第46回（2016年）
  - 財部鳥子『氷菓とカンタータ』（書肆山田）
  - 川口晴美『Tiger is here.』（思潮社）
- 第47回（2017年）
  - 齋藤恵美子『空閑風景』（思潮社）[2]
- 第48回（2018年）
  - 貞久秀紀『具現』（思潮社）
- 第49回（2019年）
  - 時里二郎『名井島』（思潮社）
- 第50回（2020年）
  - 江代充『切抜帳』（思潮社）